# نیک مک‌لین
نیک مک‌لین (انگلیسی: Nick McLean؛ زادهٔ ۲۹ مهٔ ۱۹۴۱) فیلم‌بردار اهل ایالات متحده آمریکا است.
از فیلم‌ها یا مجموعه‌های تلویزیونی که وی در آن‌ها نقش داشته‌است، می‌توان به زنده ماندن، مسیر کاننبال ۲، گرمای شهر، اتصال کوتاه، کبرا، مخمصه، توپ‌های فضایی، گونیز، فرندز و جویی اشاره نمود.